# Atic Atac
Atic Atac é um jogo eletrônico de ação e aventura desenvolvido e publicado pela Ultimate Play the Game, lançado para o ZX Spectrum e o BBC Micro em 1983. O jogo se passa dentro de um castelo no qual o jogador deve procurar a "Chave de Ouro da ACG". Atic Atac recebeu elogios da crítica após o lançamento, principalmente por seus gráficos e jogabilidade. Posteriormente, foi incluído na compilação retrospectiva, Rare Replay, em 2015 para o Xbox One. O jogo serviu de inspiração para o aclamado concurso de televisão de aventura Knightmare.

## Jogabilidade

Uma imagem do jogo, mostrando uma sala cercada por portas trancadas e o medidor de energia de galinha podre à direita

O jogo é apresentado em uma perspectiva de cima para baixo e se passa dentro de um labirinto de um castelo complexo. O jogador está preso lá dentro e precisa coletar três peças da "Chave de Ouro da ACG" para escapar. Pode-se escolher entre três personagens diferentes; um Mago, um Cavaleiro ou um Servo. Cada personagem tem uma arma diferente para matar inimigos comuns e acesso a uma passagem secreta exclusiva, o que significa que navegar no castelo é diferente para cada um.
Existem vários itens espalhados pelo castelo, dos quais o jogador pode carregar até três de cada vez. Alguns deles estão sempre no mesmo lugar no início do jogo, enquanto outros são distribuídos aleatoriamente. Os itens incluem chaves de cores diferentes que destravam as suas respectivas portas, as três peças da chave ACG e outros itens que afetam certos inimigos ou são meras pistas falsas. Os inimigos comuns aparecem em cada sala ao entrar e atacarão o jogador à vista. A colisão com esses inimigos os destrói, mas drena uma parte da saúde do jogador. Existem também fungos venenosos estacionários que drenam a saúde constantemente se o jogador estiver em contato com eles, e inimigos que requerem itens especiais para distraí-los, repeli-los ou matá-los, caso contrário eles permanecem na sala, invulneráveis a ataques convencionais, e drenar rapidamente a saúde do jogador se tocado.
O jogador tem três vidas ao iniciar o jogo e, caso ele morra, uma lápide aparecerá em sua localização e permanecerá no local pelo resto do jogo. A saúde pode ser reabastecida coletando alimentos espalhados pelo castelo, no entanto, ela cairá constantemente conforme o jogador se move, portanto, o jogador pode eventualmente perder uma vida por inanição se não tiver escapado do castelo a tempo.

## Desenvolvimento
A Ultimate Play the Game foi fundada pelos irmãos Tim e Chris Stamper, junto com a esposa de Tim, Carol, na sua sede em Ashby-de-la-Zouch no ano de 1982. Sob o nome comercial da Ultimate Play the Game, eles começaram a produzir vários jogos eletrônicos para o ZX Spectrum ao longo do início de 1980. As operações da Ultimate eram secretas e os irmãos Stamper raramente davam entrevistas. A Computer and Video Games observou que durante o desenvolvimento de Atic Atac, a equipe trabalhava em "equipes separadas" para garantir o controle de qualidade; uma equipe trabalhava nos gráficos, enquanto a outra supervisionava a jogabilidade e o som. Os irmãos Stamper trabalhavam sete dias por semana com pouco tempo de descanso para dedicar mais tempo ao desenvolvimento de jogos eletrônicos e frequentemente reutilizavam a mesma mecânica de seus jogos anteriores em jogos do ZX Spectrum mais recentes.

## Recepção e legado
O jogo teve recepção crítica positiva após o lançamento. A Micro Adventurer elogiou principalmente as capacidades da Ultimate de desenvolver jogos de alta qualidade, dizendo que Atic Atac estava "vinculado a fixar seu nome firmemente nas mentes dos aventureiros", recomendando ainda mais o jogo "sem limites". A Crash gostou dos gráficos coloridos do jogo, anunciando os detalhes e os objetos do jogo como "maravilhosos". No entanto, eles criticaram o difícil controle do joystick e as instruções vagas, acrescentando que todo o jogo é uma "experiência de aprendizado". A Computer and Video Games afirmou que o jogo era "o melhor até agora da Ultimate", e mais tarde em 1984 o descreveu como "a aventura de arcade favorita entre os jogadores de computador". A Personal Computer Games escreveu que era "outro jogo de sucesso", enquanto a Sinclair User elogiou a profundidade do enredo e os gráficos avançados, citando-os como "excelentes".
Em 1991, Atic Atac foi classificado como o 79.º melhor jogo para ZX Spectrum de todos os tempos pela Your Sinclair, e foi eleito o 8.º melhor jogo de todos os tempos pelos leitores da revista Retro Gamer para um artigo que estava programado para ser uma edição especial da Your Sinclair Tribute. Em 2007, a Eurogamer descreveu-o como um excelente exemplo de "o que a paixão pode fazer quando devidamente digitalizada". seguido dos dois primeiros jogos da franquia Jetman. O jogo foi o terceiro número um consecutivo da Ultimate na tabela de vendas do ZX Spectrum no Reino Unido, Em 2015, o jogo foi incluído na compilação Rare Replay, uma coleção de 30 jogos projetados pela Rare, lançada para o console de jogos Xbox One.
O jogo foi uma grande inspiração para o concurso de televisão da CITV aclamado pela crítica, Knightmare, com o produtor Tim Child percebendo que se um ZX Spectrum pudesse rodar um jogo de aventura atraente, um programa de televisão com gráficos pré-renderizados poderia revolucionar o gênero. Sabre Wulf, que foi lançado para o ZX Spectrum pela Ultimate Play the Game mais tarde em 1984, foi conhecido por ter uma jogabilidade semelhante a Atic Atac, incluindo seus temas de um labirinto contínuo. Em uma entrevista retrospectiva com a Retro Gamer, o projetista da Rare, Greg Mayles, afirmou que seu jogo de 2003, Grabbed by the Ghoulies, não foi inspirado em Atic Atac, apesar de seus temas semelhantes de uma mansão mal-assombrada.